# Lista wulkanów w Hondurasie
Poniższa lista zawiera aktywne, drzemiące oraz wygasłe wulkany w Hondurasie. 

## Wulkany
| Nazwa              | Wysokość (m n.p.m.) | Współrzędne geograficzne                   | Ostatnia erupcja (rok/okres) | Zdjęcie |
| ------------------ | ------------------- | ------------------------------------------ | ---------------------------- | ------- |
| Isla el Tigre      | 783                 | 13°13′37″N 87°38′28″W/13,227000 -87,641000 | Holocen                      |         |
| Isla Zacate Grande | 640                 | 13°19,8′N 87°49,8′W/13,330000 -87,830000   | Holocen                      |         |
| Yojoa              | 1090                | 14°58,8′N 87°58,8′W/14,980000 -87,980000   | Holocen                      |         |
| Utila Island       | 74                  | 16°06,0′N 86°54,0′W/16,100000 -86,900000   | Holocen                      |         |